# 和硕亲王
和硕亲王（穆麟德轉寫：hošoi cin wang），简称亲王。清朝宗室和外藩中内扎萨克的第一等爵位。宗室之中唯皇子、皇兄弟可以获得此爵位。在外扎萨克蒙古中為第二等爵，僅次於汗。清太宗仿明建制时于亲王前加号「和硕」，意思為方城或王國，亲王以下爵仅加号「多罗」或「固山」（旗），以示此亲王即后金时代的旧「和硕贝勒」，地位尊崇。但與過去時代的王爵不同的是，清代吸取前朝教訓，所有宗室爵位都只賜錢糧而不給予封地，且若無旨意則不得隨意離開京城，其親兵數量亦不過數十人的規模而已。
在清朝宗室內作為世袭罔替的王爵，俗稱鐵帽子王，從清兵入關至宣統遜位，共有十二家，即礼、睿、豫、肃、鄭、庄、怡、恭、醇、庆这十位亲王和顺承郡王、克勤郡王，此處亲王和郡王世袭罔替的本质都是一样的，但是后代的袭爵待遇不一样。
清朝另在內外蒙古諸旗共封了13位和碩親王，回部則封了1位和碩親王（即哈密札薩克和碩親王）。

## 俸祿
- 宗室親王：每年俸銀1萬兩、祿米1萬斛，自宋代始，1斛為2石，1石約為75公斤上下[2]
- 科爾沁親王：每年俸銀2500兩、俸幣（一般以緞給予，故又稱俸緞）40匹
- 其餘外藩親王：每年俸銀2000兩、俸幣25匹

## 子嗣爵位
如果是十家鐵帽子親王的嫡系繼承人，則是繼承世襲罔替的親王頭銜。而其餘一般親王，則是按例每承襲一代都要向下一個爵位，因此一般和碩親王的繼承人，繼承後頭銜應為多羅郡王。而在清代前期會將和碩親王的繼承人封為世子爵位，地位甚至高於郡王爵位，但在雍正朝以後就較少出現被封為世子的情況了。
而其餘諸子，則要在20歲開始去考翻譯、馬箭、步箭三項考試，稱之為「考封」，根據母親身份和考封成績的優劣，親王諸子各有不同爵位，若未通過，則可繼續之後考，但這卻並非是固定的，有些時候是一考定終身，考不過則終生閒散，因此具體狀況還是因參照當時規範而定。

### 親王世子
在清朝，和碩親王的世子一般只偶爾出現在康熙、雍正，而到了乾隆時期開始，基本已成為了個稱呼而已。
- 世子歲俸銀6000两，祿米6000斛。

| 考封成績 | 嫡室餘子       | 側室諸子     | 其餘別室、侍妾諸子 |
| -------- | -------------- | ------------ | ------------------ |
| 6        | 不入八分輔國公 | 二等鎮國將軍 | 三等輔國將軍       |
| 5        | 一等鎮國將軍   | 三等鎮國將軍 | 一等奉國將軍       |
| 4        | 二等鎮國將軍   | 一等輔國將軍 | 二等奉國將軍       |
| 3        | 三等鎮國將軍   | 二等輔國將軍 | 三等奉國將軍       |
| <3       | 不給予爵位     | 不給予爵位   | 不給予爵位         |

考封，優、平、劣分別爲2、1、0分。

## 衣著規定
清朝的官方衣服，一般區分為三大類，分別使用在不同的場合，其中朝服最少穿著，即使是皇帝一年通常最多也穿不到20次，有些年份甚至才不到5次，其次則是吉服，一些平常慶祝活動都常穿著，但是仍然是有特殊意義才會去穿著的，因此最為常穿的服飾就是常服，平常上朝或日常生活時基本都是穿著常服的，而常服中有個特別類型叫做行服。
- 朝服
- 吉服
- 常服
  - 行服

### 朝服

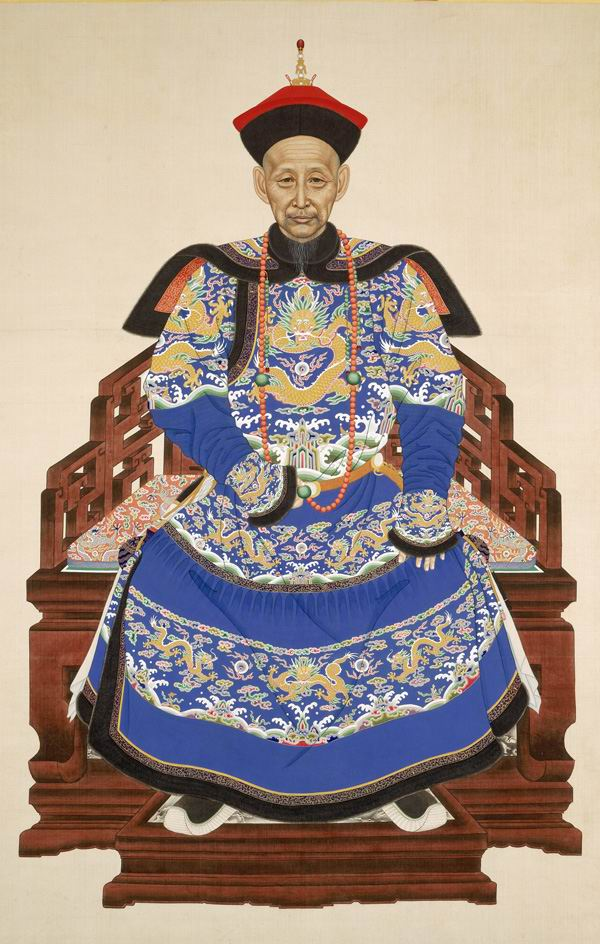
怡端親王載敦朝服畫像

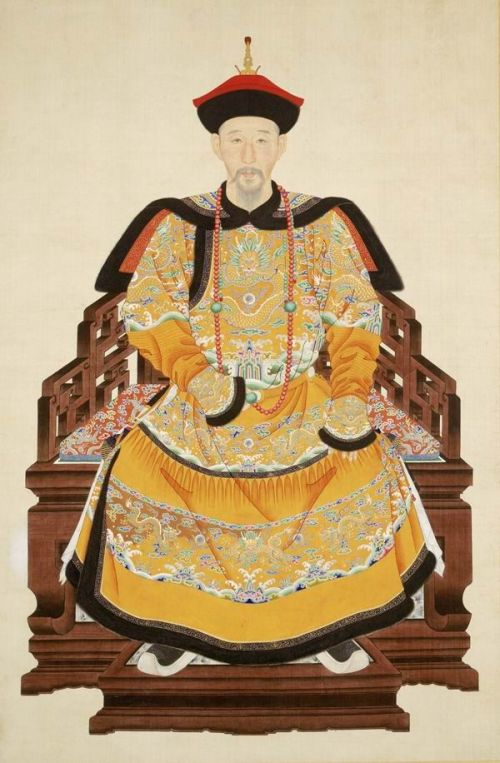
怡賢親王胤祥朝服畫像

朝服，又稱作「禮服」、「具服」。並非是字面上所謂上朝的衣服，朝服主要穿著在兩種場合，其一就是清代的重要典禮上，如：元旦、冬至、萬壽節（皇帝生日）、聖壽節（太后生日）等。其二則是在重要祭祀上，如：祭天、祭地、祭廟（堂子）等。因此可知一年只有很少的時間會穿上如此繁瑣華麗的衣服。
而所謂的「親王朝服」，一般為以下六個部分組成：
- 朝冠（分冬夏兩個款式）
- 朝袍（分冬夏三個樣式，冬2夏1）
- 補掛、端罩
- 朝珠
- 朝帶
- 朝靴

#### 「朝冠」
- 冬朝冠

穿著冬朝冠的時間為11月初到上元節，也就是1月15日前後，合計約2個半月左右。
冬朝冠的外表先是用一圈熏貂圍繞，帽子皮則是用青狐的皮來製作，帽沿上仰，上面用紅色絨布綴飾。而後朝冠上面頂著兩層的金龍裝飾，再用10顆冬珠點綴，最上面則是用1枚紅寶石鑲嵌上去。與當朝皇帝的皇子禮制相同。
- 夏朝冠

除了冬朝冠的那兩個多月以外，平時都是配戴夏朝冠，合計約9個半月左右。
夏朝冠的外表用玉草或藤絲竹絲製作中間，外面用一層羅緣石、一層青斤金合計兩層包裹，裡面用紅片金或紅砂製作，帽沿是敞開的，上面也用紅絨綴飾。而帽子正前方用舍林綴飾，上面鑲有5顆東珠，正後方則用金花裝飾，上面則鑲有東珠4顆。與當朝皇帝的皇子禮制相同。

#### 「朝袍」
基本上都是圓領，上衣下裳分別裁剪製成後，之後再將二者相連在一起，腰部摺疊形狀的襞（音通必）積，也就是一般所謂的摺子，領口周圍披上扇形的披領，大襟為右衽，開襟的地方在裳上形成一個小塊，也就是所謂的衽，袖子的形狀為馬蹄袖，開裾則是朝左。而親王形制的朝袍顏色為藍、石青，但若曾被皇帝恩准的某位親王，則可以穿著金黄色的朝袍（與皇子尚未封爵前的朝袍相同，太子杏黃色，皇帝明黃色）。
- 冬朝袍

甲式為乙式上使用大量貂皮裝飾，乙式為上身用龍蟒紋，兩肩和胸口、背後各有正龍的龍形紋飾。不同之處在於甲式只有在下身摺子處以行龍裝飾，乙式則是除上述之外在腰部處和下裳有行龍裝飾。
- 夏朝袍

一般只有一套夏季服飾，與乙式冬朝服的形制基本上是一致的，只有在製作衣服所採用的材料上會有所差異而已。

#### 「補褂、端罩」
- 補褂

所謂補褂，或稱補服，就是有一個「補子」在身前的一件石青色外袍，套在朝袍以外，形制為圓領、對襟，有5枚扣子，袖口是平的並長度達到手腕處，下面則是在左右後三處開裾，長度達到膝蓋處。
而親王補褂的補子則是在前後為各一個圓形外框的正龍形狀補子，兩肩處則是各一個圓形外框的行龍（龍頭不是正面）形狀補子。
- 端罩

端罩為高級宗室（入八分公）、高級文官（三品及以上）、高級武官（二品及以上）和皇帝近臣（翰林、詹事、科道等）以及皇帝侍衛（一、二、三等和藍翎）才可以穿著，為帝國上層集團穿著的象徵之一。是在冬季代替補褂的翻毛外褂，形制與補褂差不多，只在下身改為向後開裾，左右兩側各垂兩條帶子。
親王的端罩形制為外面翻毛是用青狐的毛製作，裡面則是用月白色的緞子製作。

#### 「朝珠」
只有一串，不可以使用東珠，共計108顆，分成四段，縧子（裝飾帶子）則是用金黃色的，朝珠材料則沒過多規定，可以以自身經濟狀況改變。

#### 「朝帶」
因為親王乃是愛新覺羅宗室最高等爵位，因此當然也都是「黃帶子」，而親王的黃帶子顏色為「金黃色」的，上面配戴有四塊帶版，為金銜玉方版，上面鑲有4顆東珠、1顆貓晴石。其中兩塊相間的帶版下面垂下一塊布，名為佩帉，形制上面窄下面寬，下端尖銳，且佩帉的上面一般都會褂有一些荷包、玉珮、香囊等小物件。

#### 「朝靴」
基本上非帝后妃嬪外皆為青色，形制為靴底厚實，鞋筒很長。

### 吉服

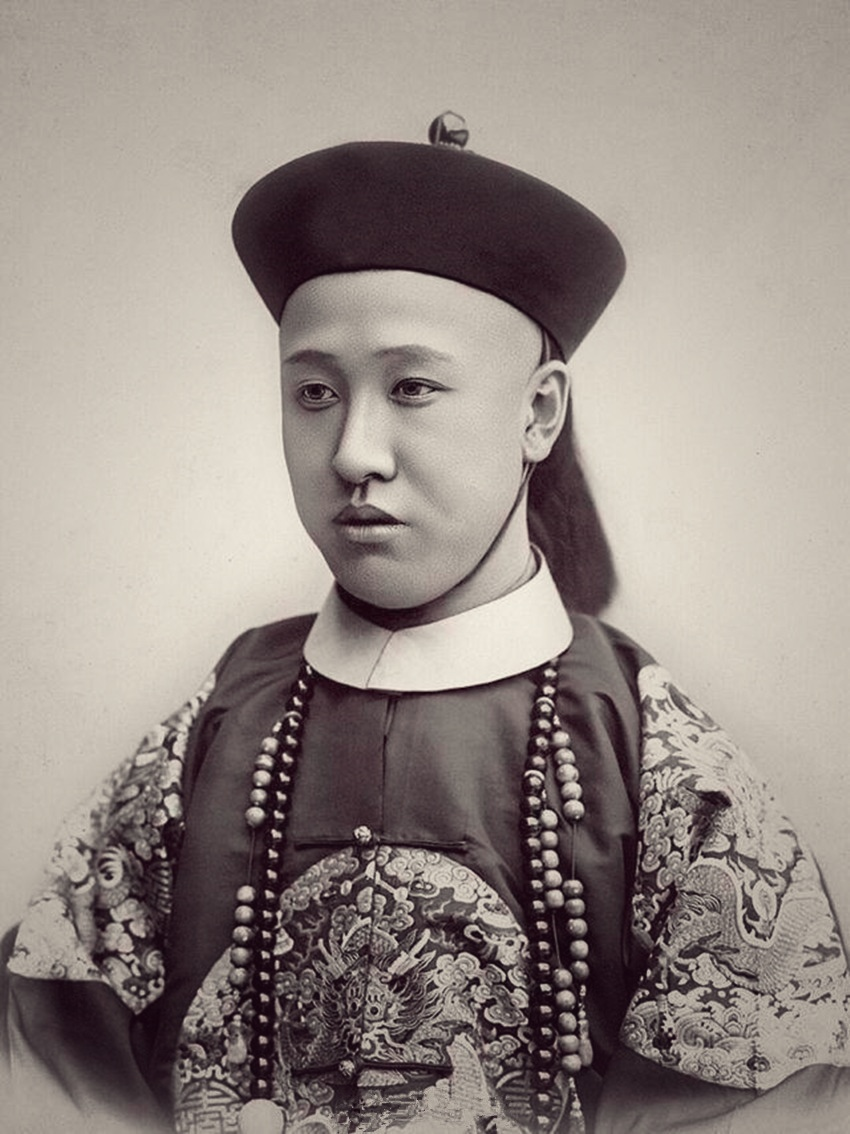
攝政王載灃吉服像

吉服，又稱作「嘉服」、「彩（采）服」。雖說朝服也有龍蟒圖案，但吉服的吉服袍就是時常被稱之為龍袍、蟒袍的衣服，因此吉服也常以此稱呼。吉服主要穿著的場合為，其一就是一些一般的喜慶典禮或是慶壽婚禮等場景，其二則是迎接皇帝的特使（天使）或詔書時必須穿著吉服袍。因為吉服象徵的就是吉祥之意。而清代的勛貴官宦很多都是在下葬時選擇穿著吉服下葬的，因此不可以什麼蟒紋龍紋來斷定是否是大官的墓，因為縱使是未入流的低階官員，其吉服袍上都通體紋5蟒。而吉服與朝服最大不同處在於冠、袍、帶的形制，或是鞋子可能換便靴，其餘則多半沿用。

##### 朝服吉服相異處
朝服與吉服在外表上可以很容易區分，因為朝服是有披領的（就是掛在最外側的扇形披肩），吉服則沒有。但早期的確有無披領朝服的存在，但其和朝服在滿語中的稱呼是不同的，可見有異。還有就是在親王的朝袍上『開裾』為「左、右」，吉服袍則是宗室皆如此的「前、後、左、右」四開裾。再者就是朝袍是上下分別製作後再合起來，而吉服袍則是一體製作的。
而所謂的「親王吉服」，一般為以下六個部分組成：
- 吉服冠（分冬夏兩個款式）
- 吉服袍（與朝服不同，就一款）
- 補掛、端罩
- 朝珠
- 吉服帶
- 朝靴或便靴

#### 「吉服冠」
- 冬吉服冠

冬吉服冠的外表的皮革以用海龍、薰貂、紫貂等皮毛製作為主，並按照所處時間而有所更動，帽子皮則是用青狐的皮來製作，帽沿並沒像朝冠一般上仰，而是被包入。其中上面用朱緯綴飾。而後吉服冠的頂子也很是簡單，只有一個小托座，而後在上面依然用1枚紅寶石鑲嵌上去。因此整體觀感呈現較扁小的感覺。
- 夏吉服冠

夏吉服冠的外表用玉草或藤絲竹絲製作中間，外面用一層石青片包裹，裡面用紅紗綢製作，帽沿是敞開的且有一圈金緣，上面也用朱緯綴飾。同樣只有一個小托座，而後在上面依然用1枚紅寶石鑲嵌上去。整體觀感呈現較扁小的感覺。

## 鐵帽子親王
除了清初受封的八大鐵帽子王礼亲王代善、郑亲王济尔哈朗、睿亲王多尔衮、豫亲王多铎、肃亲王豪格、承泽亲王硕塞、克勤郡王岳托、和顺承郡王勒克德浑、以及後來的雍正时怡亲王胤祥、同治时恭亲王奕訢、光绪时醇亲王奕譞、庆亲王奕劻共十二个王可以世袭罔替外，其余宗亲世爵只能遞降世袭。有清一代，和碩親王者，世襲罔替共有十家。

### 和碩禮親王（1636—1924）
禮親王，中間曾被改為巽、康封號，但之後又改回禮字封號。禮親王封號，起於清太宗皇太極的二哥代善，終於馮玉祥終結清室優待條件的1924年，共傳承了288年。
禮烈親王代善（1636—1648）→巽簡親王滿達海（1649—1652）→已革巽親王常阿岱（1652—1659）→康良親王傑書（1659—1697）→康悼親王椿泰（1697—1709）→康修親王崇安（1709—1733）→康簡親王巴爾圖（1734—1753）→禮恭親王永恩（1753—1805）→已革禮親王昭槤（1805—1816）→禮安親王麟趾（1817—1821）→禮和親王全齡（1821—1850）→禮恪親王世鐸（1850—1914）→禮敦親王誠厚（1914—1917）→禮親王誠堃（1917—1924）

### 和碩睿親王（1636—1650、1778—1924）
睿親王，睿親王封號，起於清太宗皇太極的十四弟多爾袞。顺治七年（1650年），多尔衮死后被顺治帝剥夺封号。乾隆四十三年（1778年），淳颖得到世袭罔替睿亲王的许可。終於馮玉祥終結清室優待條件的1924年，前后共傳承了160年。
睿忠親王多爾袞（1636—1650）→追封睿親王多爾博（1657—1673）→追封睿親王蘇爾發（1673—1708）→追封睿親王塞勒（1708—1729）→追封睿恪勤親王功宜布（1744—1746）→追封睿恪親王如松（1762—1770）→睿恭親王淳穎（1778—1800）→睿慎親王寶恩（1801—1802）→睿勤親王端恩（1802—1826）→睿僖親王仁壽（1826—1864）→睿愨親王德長（1865—1876）→睿敬親王魁斌（1876—1915）→睿親王中銓（1915—1924）

### 和碩豫親王（1636—1924）
豫親王，豫親王封號，起於清太宗皇太極的十五弟多鐸，終於馮玉祥終結清室優待條件的1924年，共傳承了288年。
豫通親王多鐸（1636—1649）→追封豫宣和親王多尼（1649—1661）→追封豫親王鄂扎（1661—1702）→追封豫親王鄂扎（1661—1702）→追封豫親王董額（1703—1706）→追封豫慤親王德昭（1706—1762）→追封豫恪親王如松（1762—1770）→豫良親王修齡（1778—1786）→已革豫親王裕豐（1786—1814）→已革豫親王裕興（1814—1820）→豫厚親王裕全（1820—1840）→豫慎親王義道（1841—1868）→豫誠親王本格（1868—1898）→豫親王懋林（1899—1913）→豫親王端鎮（1913—1924）

### 和碩肅親王（1636—1924）
肅親王，中間曾被改為顯字封號，但之後又改回肅字封號。肅親王封號，起於清太宗皇太極的長子豪格，終於馮玉祥終結清室優待條件的1924年，共傳承了288年。
肅武親王豪格（1636—1648）→顯愨親王富綬（1651—1669）→顯密親王丹臻（1670—1702）→顯謹親王衍潢（1702—1771）→肅勤親王蘊著（1772—1778）→肅恭親王永錫（1778—1821）→肅慎親王敬敏（1821—1852）→肅恪親王華豐（1853—1869）→肅良親王隆懃（1870—1898）→肅忠親王善耆（1898—1922）→肅親王憲章（1922—1924）

### 和碩鄭親王（1636—1924）
鄭親王，鄭親王封號，中間曾被改為簡字封號，但之後又改回鄭字封號。起於清太宗皇太極的姪兒濟爾哈朗，終於馮玉祥終結清室優待條件的1924年，共傳承了288年。
鄭獻親王濟爾哈朗（1636—1655）→簡純親王濟度（1657—1660）→簡惠親王德塞（1661—1670）→簡惠親王德塞（1661—1670）→已革簡親王喇布（1670—1681）→簡修親王雅布（1683—1701）→已革簡親王雅爾江阿（1703—1726）→已革簡親王神保住（1726—1748）→簡儀親王德沛（1748—1752）→簡勤親王奇通阿（1752—1763）→簡恪親王豐訥亨（1763—1775）→鄭恭親王積哈納（1776—1794）→鄭慎親王烏爾恭阿（1794—1846）→已革鄭親王端華（1846—1861）→不入八分輔國公岳齡（1862—1864）→已革鄭親王承志（1864—1871）→鄭順親王慶至（1871—1878）→鄭恪親王凱泰（1878—1900）→鄭親王照煦（1902—1924）

### 和碩莊親王（1651—1924）
莊親王，莊親王封號，最早為承澤字封號，但之後改成了莊字封號，而後便一直沿用至清廷覆滅。起於清太宗皇太極的五子碩塞，終於馮玉祥終結清室優待條件的1924年，共傳承了273年。
承澤裕親王碩塞（1651—1655）→莊靖親王博果鐸（1655—1723）→→莊恪親王允祿（1723—1767）→莊慎親王永瑺（1767—1788）→莊襄親王綿課（1788—1826）→已革莊親王奕𧷨（1826—1838）→莊勤親王綿護（1838—1842）→莊質親王綿譁（1842—1845）→莊厚親王奕仁（1846—1874）→已革莊親王載勛（1875—1901）→莊恭親王載功（1902—1915）→莊親王溥緒（1916—1924）

### 和碩怡親王（1722—1924）
怡親王，怡親王封號，起於清世宗雍正帝的十三弟胤祥，終於馮玉祥終結清室優待條件的1924年，共傳承了202年。
怡賢親王胤祥（1722—1730）→怡僖親王弘曉（1730—1778）→怡恭親王永琅（1779—1799）→怡恪親王奕勛（1799—1818）→怡親王載坊（1819—1821）→已革怡親王載垣（1825—1861）→不入八分輔國公載泰（1862—1864）→怡端親王載敦（1864—1890）→已革怡親王溥靜（1891—1900）→怡親王毓麒（1902年—1924）

### 和碩恭親王（1850—1924）
恭親王，恭親王封號，起於清宣宗道光帝六子奕訢，終於馮玉祥終結清室優待條件的1924年，共傳承了74年。
恭忠親王奕訢（1850—1898）→恭賢親王溥偉（1898—1924）

### 和碩醇親王（1864—1924）
醇親王，醇親王封號，起於清宣宗道光帝七子奕譞，終於馮玉祥終結清室優待條件的1924年，共傳承了61年。
醇賢親王奕譞（1864—1891）→醇親王載灃（1891—1924）

### 和碩慶親王（1894—1924）
慶親王，慶親王封號，起於清高宗乾隆帝曾孫奕劻，終於馮玉祥終結清室優待條件的1924年，共傳承了31年。
慶密親王奕劻（1894—1917）→慶貞親王載振（1917—1924）